# نفق التايمز

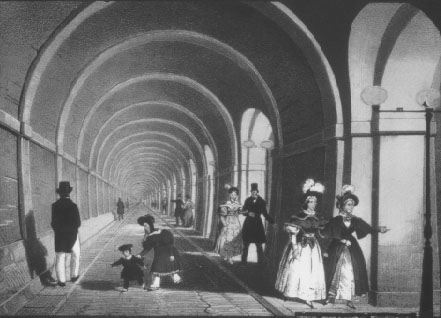
داخل نفق التايمز في منتصف القرن التاسع عشر

نفق التايمز هو نفق يقع تحت نهر التايمز في لندن، يربط بين روذرهث ووابينغ. يبلغ عرضه 10.7 متر، وارتفاعه 6.1 متر، وطوله 396 مترًا، ويقع على عمق 22.9 مترًا تحت سطح النهر عند ارتفاع المد. يعتبر أول نفق يتم إنشاؤه بنجاح تحت نهر ملاحي.
حُفر بين عامي 1825 و1843 بواسطة مارك برونيل وابنه إسامبارد باستخدام درع الأنفاق الذي اخترعه برونيل الأب بالتعاون مع توماس كوكران.
كان النفق مصممًا في الأصل لعربات الخيول، ولكنه استُخدم بشكل أساسي للمشاة وأصبح وجهة سياحية. وفي عام 1869 تم تحويله إلى نفق للسكك الحديدية ضمن خط شرق لندن الذي أصبح منذ عام 2010 جزءًا من شبكة لندن أوفرغراوند تحت إشراف هيئة النقل في لندن.

## البناء
مع بداية القرن التاسع عشر، ظهرت حاجة ملحة إلى إنشاء رابط بري جديد بين الضفتين الشمالية والجنوبية لنهر التايمز لربط الأرصفة المتوسعة على كلا جانبي النهر. حاول المهندس رالف دود بناء نفق بين غرافسيند وتيلبيري عام 1799 لكنه فشل.
بين عامي 1805 و1809، حاول مجموعة من عمال المناجم من كورنوال، بقيادة ريتشارد تريفيثيك، حفر نفق أعلى النهر بين روذرهث ووابينغ/لايمهاوس. لكنهم فشلوا بسبب طبيعة الأرض الصعبة. كان عمال المناجم معتادين على الصخور الصلبة ولم يغيروا أساليبهم للتعامل مع الطين الناعم والرمال المتحركة. توقف مشروع قوس التايمز بعد أن غمر الطوفان النفق التجريبي الذي تم حفره بطول 300 متر تقريبًا من أصل 366 مترًا مخططًا له. بلغ عرض هذا النفق 0.6-0.9 مترًا وارتفاعه 1.5 مترًا، وكان من المفترض أن يكون قناة تصريف لنفق أكبر للاستخدام البشري.
رفض المهندس الأنغلو-فرنسي مارك برونيل قبول هذا الاستنتاج. في عام 1814، اقترح على الإمبراطور ألكسندر الأول في روسيا خطة لبناء نفق تحت نهر نيفا في سانت بطرسبرغ، لكن الخطة رُفضت وتم بناء جسر بدلاً من ذلك. واصل برونيل تطوير أفكار جديدة لطرق الحفر.

### قانون نفق التايمز لعام 1824
حصل برونيل على براءة اختراع لـدرع الأنفاق، وهو ابتكار ثوري في تقنيات الحفر، في يناير 1818. وفي عام 1823، قدم خطة لبناء نفق بين روذرهث ووابينغ باستخدام الدرع الجديد. تم العثور على التمويل من مستثمرين خاصين، بمن فيهم آرثر ويلزلي، دوق ولينغتون الأول، وتم إنشاء شركة نفق التايمز عام 1824. بدأ المشروع في فبراير 1825.